# 나키아 버리즈

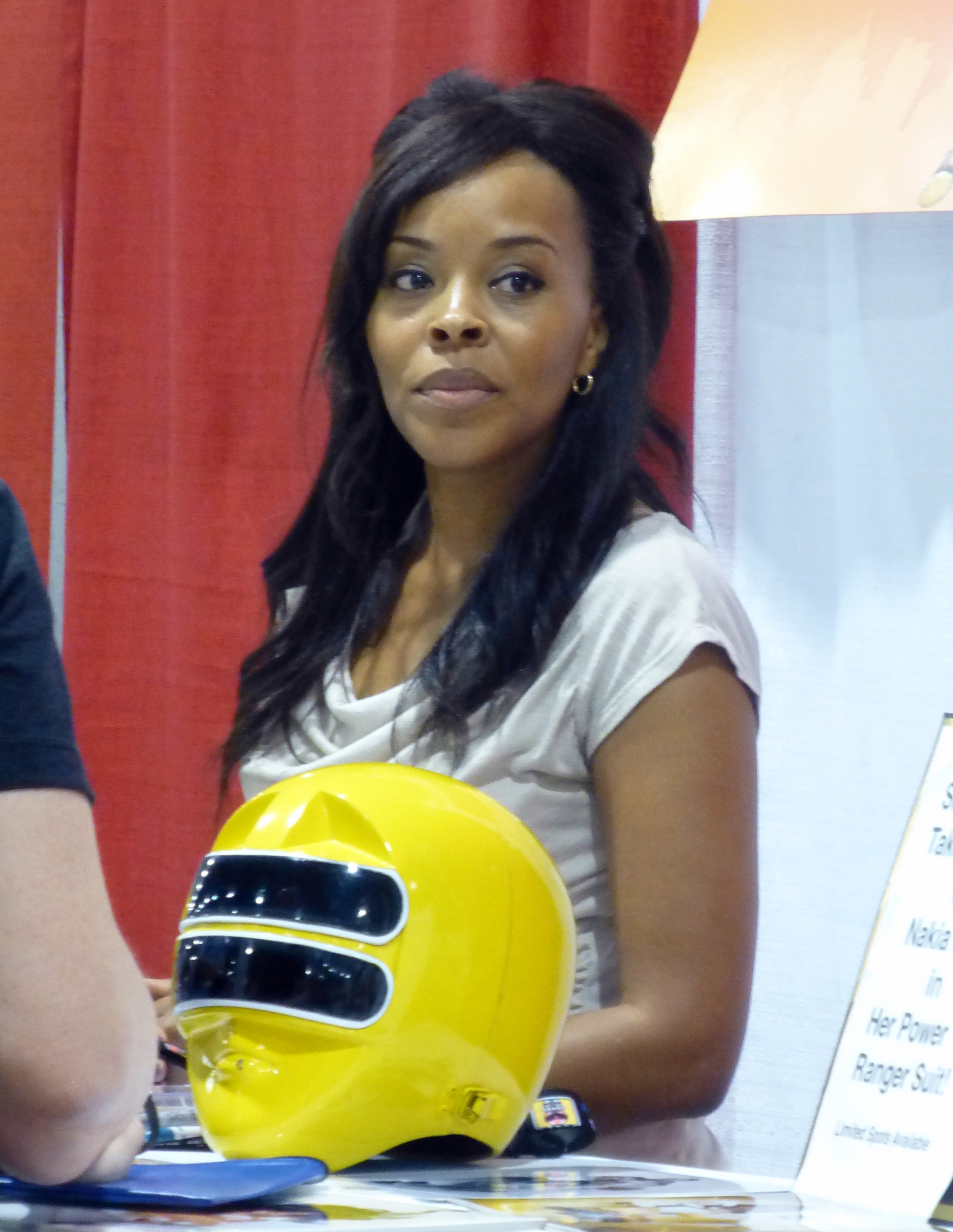

나키아 버리즈(Nakia Burrise, 1974년 10월 21일 ~ )는 미국의 배우, 텔레비전 배우, 성우, 영화배우, 가수이다.
샌디에이고에서 태어났다.

## 영화
- 더 퍼펙트 보이프렌드 (2013년)
- 바비 인 어 머메이드 테일 (2010년) - 펄롱 (목소리) 역
- 언더 랩스 (1997년)
- 무적 파워 레인저 (1997년) - 타냐 역